# Badia
Badia tiếng Đức: Abtei) là một đô thị ở tỉnh Bolzano-Bozen trong vùng Trentino-Alto Adige/Südtirol của Ý. Đây là một trong năm cộng đồng nói tiếng Ladin ở Thung lũng Badia.

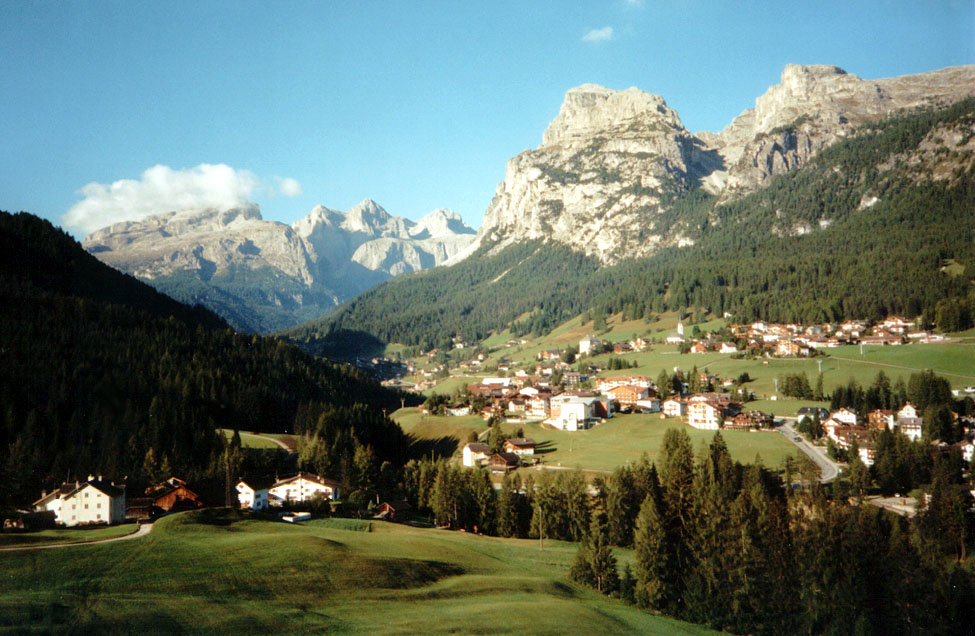
Núi Sassongher nhìn ra La Illa (La Villa).

## Địa lý

### Các đô thị giáp ranh
Các đô thị giáp với Badia: Cortina d'Ampezzo, Corvara in Badia, Mareo, Livinallongo del Col di Lana, San Martin de Tor, La Val và Sëlva.

## Các đơn vị trực thuộc
Đô thị Badia có các frazioni (các đơn vị cấp dưới, chủ yếu là các làng) San Ciascian (San Cassiano, St. Kassian), La Ila (La Villa, Stern) và thị trấn Badia. 

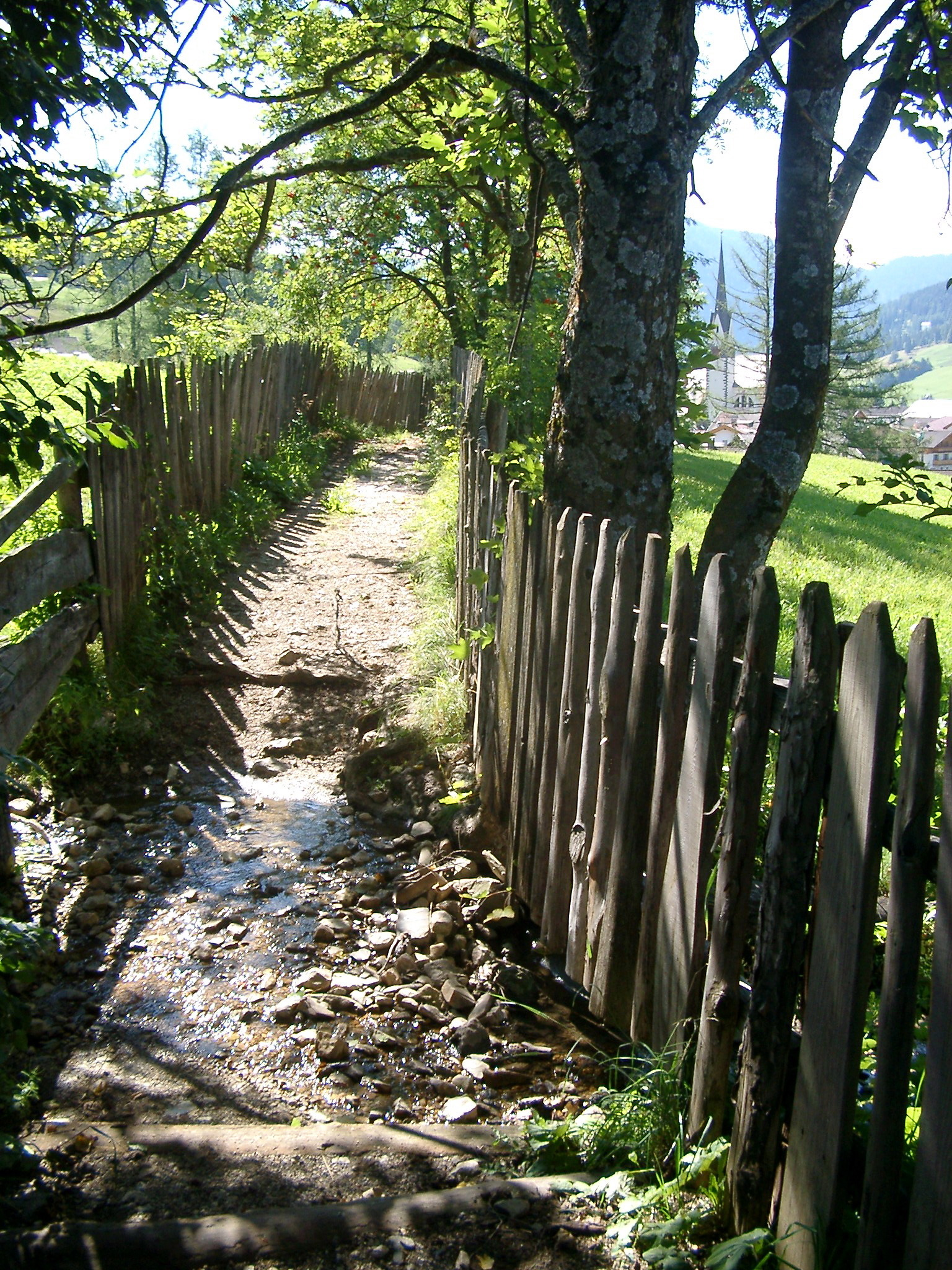
Một lối đi cũ ở San Linêrt (San Leonardo) tại Badia.

## Ngôn ngữ

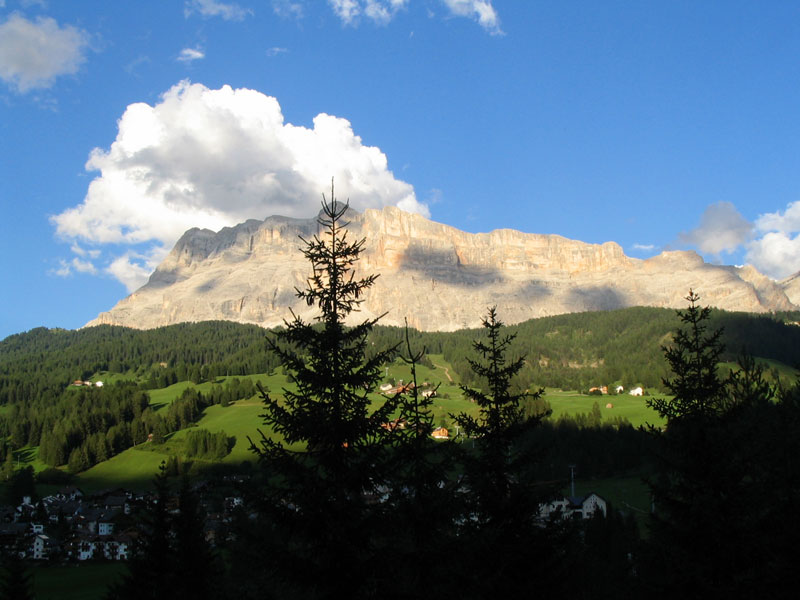
L'Ciaval (Kreuzkofel).

| Ngôn ngữ    | 1991   | 2001   |
| ----------- | ------ | ------ |
| Tiếng Ý     | 2,07%  | 3,88%  |
| Tiếng Đức   | 2,38%  | 2,69%  |
| Tiếng Ladin | 95,55% | 93,43% |